# 독은기
독은기(獨銀麒, 본명: 김춘득 (金春得), 일본식 이름: 光成健, 1911년~?)는 대한민국의 영화 배우이다.

## 생애
1936년 이규환이 연출한 사극 《그 후의 이도령》으로 데뷔했다. 1939년에 고려영화협회가 조직한 방계 연극단체인 극단 고협에서도 활동했다.
일제강점기 말기에 전쟁 지원을 홍보하는 관제 영화에 출연했다. 《군용열차》(1938년)에서 군수품을 실어나르는 열차의 정보를 중국인 스파이에게 알려주었다가 양심의 가책을 받는 역할을 맡은 것을 시작으로, 조선 청년들에게 지원병으로 참전할 것을 부추기는 내용인 《조선해협》(1943년) 등 출연한 친일 영화가 총 10편 가량이다. 배우 가운데 문예봉과 함께 친일 영화 출연작이 적지 않은 편에 속한다.
조선영화제작주식회사 연기과 사원을 지내며 어용 영화에 다수 출연한 이력 때문에 2008년 발표된 민족문제연구소의 친일인명사전 수록예정자 명단 영화 부문에 포함되었다.
미군정에서 좌익 계열 영화인 모임인 조선영화동맹에 가담하여 배우 가운데는 김한, 문예봉 등과 함께 중앙집행위원을 맡았다. 신경균의 《새로운 맹서》(1947년)에 출연한 것을 마지막으로, 친분이 있던 역사학자 김성칠의 집에서 머무르다가 한국 전쟁 중 월북했다.